# Calycogonium bissei
Calycogonium bissei är en tvåhjärtbladig växtart som beskrevs av Becquer. Calycogonium bissei ingår i släktet Calycogonium och familjen Melastomataceae. Inga underarter finns listade i Catalogue of Life.